# Perewi
Perewi − wieś w Gruzji, w gminie Saczchere regionie Imeretia, 20 km od Saczchere. W 2014 roku liczyła 564 mieszkańców.
Na południe od Perewi leży miejscowość o tej samej nazwie, położona już na terenie separatystycznej Osetii Południowej.
W czasie wojny w Gruzji w 2008 roku Perewi znalazło się pod okupacją rosyjską. Wieś pozostała pod okupacją do 18 października 2010 roku jako ostatnia okupowana miejscowość w Gruzji.